# NGC 2749
NGC 2749 is een elliptisch sterrenstelsel in het sterrenbeeld Kreeft. Het hemelobject werd op 5 maart 1862 ontdekt door de Duits-Deense astronoom Heinrich Louis d'Arrest.

## Synoniemen
- UGC 4763
- MCG 3-23-36
- ZWG 90.69
- PGC 25508